# カントリー・ハウス (曲)
「カントリー・ハウス」（Country House）は、イギリスのオルタナティヴ・ロックバンド、ブラーのシングル曲。ブラーにとって初のチャート1位を獲得した楽曲である(2週連続)。4枚目のアルバム『ザ・グレイト・エスケープ』からのリードシングルとして、リリースされた。オアシスのシングル「ロール・ウィズ・イット」と同じ日にリリースされ、このチャート争いは「バトル・オブ・ブリットポップ」(ブリットポップの戦い)と言われた。この曲はバンドのベストセラーシングルであり、2014年5月時点で54万枚を売り上げている。

## 内容
この曲は街のプレッシャーから逃げるため高価で豪勢な田舎のカントリー・ハウスに引っ込んだ男についてのものである。ジャケットは反転させたバイエルンのノイシュヴァンシュタイン城の画像である。

## オアシスとの競争
ブラーのレーベルであるフード・レコーズがもともとの発売日を動かしてオアシスの「ロール・ウィズ・イット」リリースと同日にしたため、「カントリー・ハウス」はメディアから大きな注目を浴びることとなった。イギリスのメディアはふたつのバンドの間に存在する強烈なライバル心を既にしばしば報道しており、この同日リリースをチャート1位をめぐる戦いだと見なして「バトル・オブ・ブリットポップ」(ブリットポップの戦い)と呼んだ。結局「カントリー・ハウス」が「戦い」を制してチャート1位になり、「ロール・ウィズ・イット」は2位となった。

## ミュージックビデオ
「カントリー・ハウス」のミュージック・ビデオは現代アーティストのダミアン・ハーストが監督した。
ビデオで使われたキャンドルスティックが2005年3月にeBayで92ポンドで売りに出されたが、500ポンドの価値があると推定されている。

## プロモーションとリリース
1995年8月の全英シングルチャートでは、「カントリー・ハウス」が 274,000枚を売り上げて1位に、「ロール・ウィズ・イット」が216,000枚を売り上げて2位となった。デーモン・アルバーン自身が「カントリー・ハウス」がチャート1位になったことに驚き、「NMEを含めて雑誌は全部オアシスが勝つって言ってたから、なんかそう信じてたんですよ」と述べている。

## トラック
作曲は全てデーモン・アルバーン、グレアム・コクソン、アレックス・ジェームス、デイヴ・ロウントゥリーによる。歌詞は全てアルバーンによるものである。
| 7インチシングル盤とカセット 1. "Country House" – 3:58 2. "One Born Every Minute" – 2:18 CD1 1. "Country House" – 3:58 2. "One Born Every Minute" – 2:18 3. "To The End (la comedie)" feat. フランソワーズ・アルディ – 5:06 - Features an extended outro, starts at 3:45 | CD2 – Blur Recorded Live from Mile End Stadium 1. "Country House" – 5:01 2. "Girls & Boys" – 5:08 3. "Parklife" – 4:13 4. "For Tomorrow" – 7:35 1995年6月17日にロンドンのマイル・エンド・スタジオで全曲を録音 Japan CD 1. "Country House" – 3:58 2. "One Born Every Minute" – 2:18 3. "To The End (la comedie)" feat. フランソワーズ・アルディ – 5:06 - Features an extended outro, starts at 3:45 4. "Charmless Man" – 3:44 |

## クレジット
- 「カントリー・ハウス」と「チャームレス・マン」のプロデューサー：スティーヴン・ストリート
- "One Born Every Minute"のプロデューサー：ブラーとジョン・スミス
- "To the End (la comedie)"のプロデューサー：スティーヴン・ヘイグ、ブラー、ジョン・スミス
- デーモン・アルバーン：リードヴォーカル、キーボード、オルガン
- グレアム・コクソン：ギター、バッキングヴォーカル
- アレックス・ジェームス：ベースギター、バッキングヴォーカル
- デイヴ・ロウントゥリー：ドラム、パーカッション、バッキングヴォーカル
- ブラスセクション：ザ・キック・ホーンズ

## チャート
| Chart (1995)                             | Peak position |
| ---------------------------------------- | ------------- |
| オーストラリア (ARIA)                    | 28            |
| Denmark (Tracklisten)                    | 7             |
| Europe (Eurochart Hot 100)               | 5             |
| フィンランド (Suomen virallinen lista)   | 4             |
| Iceland (Tonlist)                        | 1             |
| アイルランド (IRMA)                      | 1             |
| ニュージーランド (Recorded Music NZ)     | 30            |
| ノルウェー (VG-lista)                    | 6             |
| スコットランド (Official Charts Company) | 1             |
| スウェーデン (Sverigetopplistan)         | 10            |
| スイス (Schweizer Hitparade)             | 26            |
| UK シングルス (OCC)                      | 1             |

| Chart (1995)                         | Position |
| ------------------------------------ | -------- |
| Europe (Eurochart Hot 100)           | 65       |
| Sweden (Sverigetopplistan)           | 74       |
| UK Singles (Official Charts Company) | 12       |

## 売り上げ記録
| 国/地域                          | 認定     | 認定/売上数 |
| -------------------------------- | -------- | ----------- |
| イギリス (BPI)                   | Platinum | 600,000     |
| 認定のみに基づく売上数と再生回数 |          |             |

## 関連文献
- Harris, John. Britpop! Cool Britannia and the Spectacular Demise of English Rock, 2004. ISBN 0-306-81367-X
- Live Forever: The Rise and Fall of Brit Pop. Passion Pictures, 2004.